# 14ns Premis AVN
La cerimònia dels 14ns Premis AVN, organitzada per Adult Video News (AVN), va tenir lloc l'11 de gener de 1997 a Riviera Hotel & Casino, Winchester (Nevada), a partir de les 19:45 pm PST / 10:45 p.m. EST. Durant l'espectacle, AVN va presentar els Premis AVN (l'equivalent a la indústria dels Premis de l'Acadèmia) en 41 categories en honor a les millors pel·lícules pornogràfiques estrenadas entre l'1 d'octubre de 1995 i el 30 de setembre de 1996. La cerimònia va ser produïda per Gary Miller i dirigida per Mark Stone. El còmic Bobby Slayton va tornar com a amfitrió, amb les actrius Nici Sterling i Kylie Ireland com a coanimadores. En un acte previ al lliurament dels premis celebrat la nit anterior, l'amfitriona Dyanna Lauren i el ventríloc de comèdia Otto de Otto & George van lliurar 60 premis AVN més, principalment per èxits tècnics, però l'esdeveniment previ als premis no es va televisar ni es va distribuir en cintes VHS com ho va ser la cerimònia del vespre.
Shock va guanyar la majoria de premis amb 11, però, Bobby Sox, una "peça de comèdia d'època poc convencional" que va rebre sis estatuetes, va guanyar a la millor pel·lícula. Flesh and Blood va ser el següent amb cinc premis, inclòs el millor film gai.

## Guanyadors i nominats
Els guanyadors es van anunciar durant la cerimònia de lliurament de premis l'11 de gener de 1997. Missy va ser la primera actriu a guanyar tant l'Estrella de l'Any com el premi AVN a l'artista femenina de l'any el mateix any. Kurt Young, però, va ser el segon a guanyar els principals premis gai el mateix any, guanyant-se a l'Intèrpret de vídeo gai de l'any i al millor nouvingut.

### Premis principals

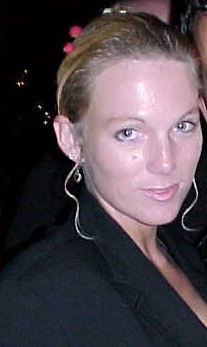
Missy, Premi AVN a l'artista femenina de l'any i a la millor estrella nova

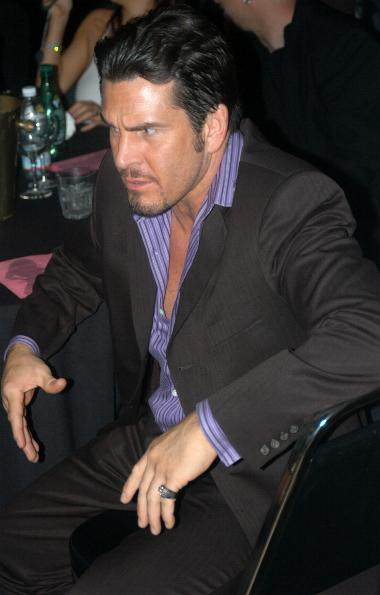
T. T. Boy, guanyador del Intèrpret Masculí de l'Any

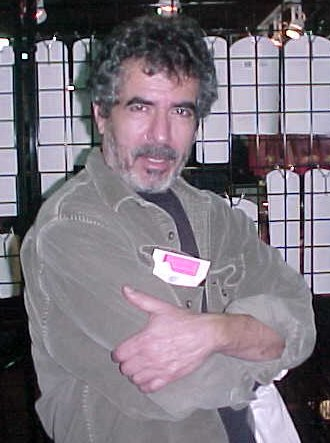
Jamie Gillis, guanyador del Millor actor—Pel·lícula

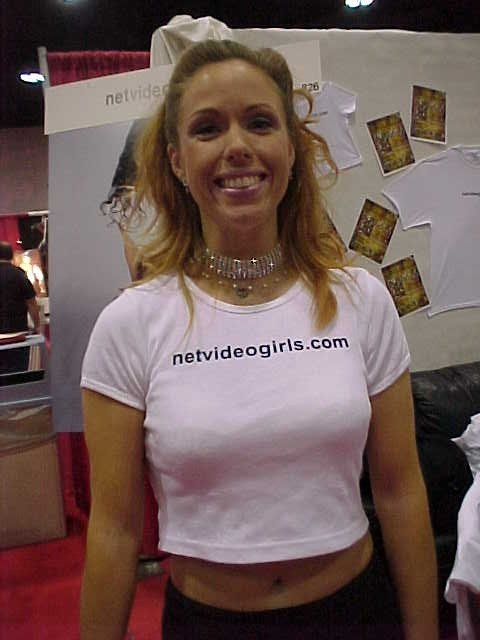
Melissa Hill, guanyadora Millor Actiu—Pel·lícula

Els guanyadors s'enumeren en primer lloc, es destaquen en negreta i s'indiquen amb una doble daga ().
| Millor pel·lícula | Millor pel·lícula rodada en vídeo |
| --- | --- |
| - Bobby Sox - Dangerous Games - Dreams of Desire - Expose Me Again - Gangland Bangers - Gregory Dark's Sex Freaks - Lust and Desire - Oral Addiction - The Palace of Pleasure - Penetrator 2: Grudge Day - The Show | - Shock - Car Wash Angels - Conquest - Gregory Dark's Flesh - Head Trip - Hollywood Boulevard - Kink 3 Police Chronicles - My Surrender - Pristine - The Pyramid 1 through 3 - Silver Screen Confidential - Temple of Poon - Virgin Dreams - XXX |
| Millor nova estrella | |
| - Missy - - Farrah - Houston - Kristy Myst - Julie Rage - Ruby - Jasmin St. Claire - Stephanie Swift - Tatiana - Nikki Tyler - Stacy Valentine | |
| Intèrpret Masculí de l'Any | Intèrpret Femenina de l'Any |
| - T. T. Boy - Tom Byron - Mark Davis - Sean Michaels - Rodney Moore - Jonathan Morgan - Ed Powers - Steven St. Croix - Alex Sanders - Rocco Siffredi - Jake Steed - Max Steiner - Vince Vouyer | - Missy - Juli Ashton - Alex Dane - Jeanna Fine - Melissa Hill - Jenna Jameson - Jill Kelly - Christi Lake - Shayla LaVeaux - Caressa Savage - Nici Sterling - Nikki Tyler |
| Millor Actor—Pel·lícula | Millor Actriu—Pel·lícula |
| - Jamie Gillis, Bobby Sox - Buck Adams, Sexual Healing - Christoph Clark, Hamlet - Mark Davis, Oral Addiction - Mike Horner, Lust and Desire - Steven St. Croix, Gangland Bangers - Steven St. Croix, The Show - Tony Tedeschi, Party House - Randy West, Expose Me Again | - Melissa Hill, Penetrator 2: Grudge Day - Kaitlyn Ashley, Penetrator 2: Grudge Day - Christy Canyon, Oral Addiction - Christy Canyon, The Show - Melissa Hill, Dangerous Games - Melissa Hill, Dreams of Desire - Nicole London, Lust and Desire - Jenteal, Dangerous Games - Nikki Tyler, Bobby Sox - Stacy Valentine, Expose Me Again |
| Millor Actor—Vídeo | Millor Actriu—Vídeo |
| - Jon Dough, Shock - Tom Byron, Gregory Dark's Flesh - Jonathan Morgan, Silver Screen Confidential - Alex Sanders, Stacked Deck - Carter Stone, Whackers - Tony Tedeschi, Heinie's Heroes - Tony Tedeschi, Sue - Vince Vouyer, Hard Evidence - T. T. Boy, NYDP Blue | - Jeanna Fine, My Surrender - Lisa Ann, Entangled - Kaitlyn Ashley, Anal Inquisition - Juli Ashton, Nightshift Nurses 2 - Sindee Cox, Pristine - Melissa Hill, Mindset - Kylie Ireland, Twist of Fate - Jenna Jameson, Silver Screen Confidential - Jill Kelly, This Year's Model - Christi Lake, Director's Wet Dreams - Dyanna Lauren, Hard Feelings - Shayla LaVeaux, Head Trip - Tiffany Million, Shock                                                     |
| Millor actor secundari—Pel·lícula | Millor actriu secundària—Pel·lícula |
| - Tony Tedeschi, The Show - T. T. Boy, Lust and Desire - Jamie Gillis, Goldenrod - Tony Montana, Gangland Bangers - Jonathan Morgan, Penetrator 2: Grudge Day - Alex Sanders, Dangerous Games | - Shanna McCullough, Bobby Sox - Kaitlyn Ashley, Penetrator 2: Grudge Day - Chelsea Blue, Bobby Sox - Jeanna Fine, Dreams - Tracy Love, The Show - Lovette, Gregory Dark's Sex Freaks |
| Millor acor secundari —vídeo | Millor actriu secundària—vídeo |
| - Tony Tedeschi, Silver Screen Confidential - Brad Armstrong, Conquest - Steve Hatcher, Stacked Deck - Jonathan Morgan, Anal Inquisition - Jonathan Morgan, Heinie's Heroes - Alex Sanders, Valentina - Joey Silvera, Nightshift Nurses 2 - Jake Steed, Valentina | - Juli Ashton, Head Trip - Davia Ardell, Silver Screen Confidential - Juli Ashton, Twist of Fate - Sindee Coxx, XXX - Jenna Jameson, Hard Evidence - Kiss, Sue |
| Millor Director—Pel·lícula | Millor Director—Vídeo |
| - Paul Thomas, Bobby Sox - Andrew Blake, Unleashed - Stuart Canterbury, Dreams - Nic Cramer, Penetrator 2: Grudge Day - Joe D'Amato, Gangland Bangers - Greg Dark, Gregory Dark's Sex Freaks - Mike Horner, Dreams of Desire - Robert McCallum, Lust and Desire - Ralph Parfait, Oral Addiction - Michael Santangelo, The Palace of Pleasure - Paul Thomas, The Show - Michael Zen, Expose Me Again - T. T. Boy, NYDP Blue - Tom Byron, Gregory Dark's Flesh | - Michael Ninn, Shock - Nic Cramer, Pristine - Gregory Dark, Gregory Dark's Flesh - Alex de Renzy, Virgin Dreams - Teri Diver, Generation Sex - Veronica Hart, The Right Connection - Jim Holliday, Car Wash Angels - Kris Kramski, SexHibition 3 - John Leslie, Fresh Meat 3 - Candida Royalle, My Surrender - Joey Silvera, Kink 3 Police Chronicles - Greg Steel and Brad Armstrong, Conquest - Justin Sterling, Head Trip - Pierre Woodman, The Pyramid 1–3 |
| Millor comèdia sexual | Millor vídeo All-Sex |
| - The Show - Best Butt in the West 2 - Car Wash Angels - Gangbusters - Heinie's Heroes - Nightshift Nurses 2 - Silver Screen Confidential | - Fresh Meat 3 - Beyond Reality - Dirty Tricks 2 - Fresh Meat 2 - Friends in Sex - SexHibition 2 |
| Cinta més venuda de l'any | Millor cinta de lloguer de l'any |
| - Shock - World's Biggest Gang Bang 2 (tie) | - Shock |
| Millor cinta gonzo | Millor sèrie gonzo |
| - Buttman's Bend Over Babes 4 - American Tushy - Anabolic World Sex Tour - Ben Dover's Alley Cats - Ben Dover's Fresh Cheeks | - Butt Row - Anabolic World Sex Tour - Ben Dover - Buttman - Tom Byron's Cumback Pussy |
| Millor escena de sexe de parella, pel·lícula | Millor escena de sexe de parella, vídeo |
| - Jenna Jameson, Rocco Siffredi; Jenna Loves Rocco - Nikki Tyler, Steven St. Croix; Bobby Sox - Jeanna Fine, Vince Vouyer; Dreams - Melissa Hill, Mike Horner; Dreams - Infidel - Lethal Affairs | - Jenna Jameson, Vince Vouyer; Conquest - Ben Dover's Different Strokes - Ben Dover's Little Big Girls - Blue Saloon - Buttman's Bend Over Babes #4 - Fresh Meat #2 |
| Millor escena de sexe All-Girl—Pel·lícula | Millor escena de sexe All-Girl—Video |
| - Jill Kelly, Melissa Hill; Dreams of Desire - Lethal Affairs - Lunachick - Nightclub - Party House - Return Engagement - The Show | - Caressa Savage, Missy, Misty Rain; Buttslammers: The Thirteenth - Anal Aristocrats - Buttslammers 12: Anal Madness - Everybody Wants Some - Frendz 2: Friendlier |

### Guanyadors de premis addicionals
Aquests premis també es van anunciar a l'entrega de premis, la majoria en un segment només per als guanyadors llegit per Kylie Ireland durant l'esdeveniment:
- Millor pel·lícula All-Girl: The Violation of Missy
- Millor pel·lícula All-Sex: Unleashed
- Millor escena de sexe anal—Pel·lícula: Lovette and the Six Skeletons (John Decker, Michael J. Cox, Nick East, tres més), Gregory Dark's Sex Freaks
- Millor escena de sexe anal—Vídeo: Rocco Siffredi, Laura Turner, Danielle Louise Kelson; Buttman's Bend Over Babes 4
- Millor sèrie de vídeos continuats: The Voyeur
- Millor director—vídeo gai: Jerry Douglas, Flesh and Blood
- Millor estrena europea (premi Hot Vidéo): Torero (Itàlia)
- Millor cinta de gangbang: Gangbang Girl 17[5][6]
- Millor vídeo gai: Flesh and Blood
- Millor escena de sexe en grup—Pel·lícula: Christy Canyon, Tony Tedeschi, Vince Vouyer, Steven St. Croix; The Show
- Millor escena de sexe en grup—Vídeo: (empat) Hakan, Missy, Taren and Alex Sanders, escena d'orgia anal squirting a American Tushy!; Ruby, Christi Lake, Rocco Siffredi, John Stagliano, Buttman's Bend Over Babes 4
- Millor actuació tease: Janine Lindemulder, Extreme Close-Up
- Intèrpret de vídeo gai de l’any: Kurt Young
- Escena sexual més escandalosa: Shayla LaVeaux, T. T. Boy i Vince Vouyer, esdena de la gàrgola a Shock[5][6]

La nit anterior, el 10 de gener de 1997, durant la recepció del còctel previ als premis d'AVN, l'amfitriona de l'actriu de cinema per a adults Dyanna Lauren i el ventríloc de comèdia Otto d'Otto & George van lliurar aquests premis, sobretot per l'excel·lència tècnica:
- Millor anunci: Changing the Face of Adult, Vivid
- Millor pel·lícula alternativa per a adults:: Scoring
- Millor film alternatiu per a adults o cinta especialitzada: The Best of Anna Nicole Smith
- Millor vídeo alternatiu per a adults: Buttman at Nudes 'a Poppin 3
- Millor sèrie amateur: Filthy First Timers
- Millor cinta amateur: Southern Belles 4
- Millor cinta anal: American Tushy!
- Millor direcció artística—pel·lícula: Unleashed
- Millor direcció artística—vídeo: Shock
- Millor vídeo bisexual: Switchhitters VIII
- Millor concepte de portada de caixa: Russian Model Magazine
- Millor concepte de portada de caixa—vídeo gai:: Night Walk
- Millor CD-ROM gràfic/direcció artística: Latex
- Millor disc fotogràfic de CD-ROM: Eric Kroll: Fetish
- Millor fotografia: Andrew Blake, Unleashed
- Millor cinta de compliació: Sodomania: Smokin' Sextions
- Millor director—vídeo bisexual: Gino Colbert, Switchhitters VIII
- Millor edició—Fllm: Barry Rose, Bobby Sox
- Millor edició—vídeo gai: Michael Ninn, Night Walk
- Millor edició—vídeo Michael Ninn, Shock
- Millor vídeo de temàtica ètnica: Inner City Black Cheerleader Search 6
- Millor sèrie explícita: Amazing Hard
- Millor cinta de llargmetratge: Sodomania 16
- Millor versió estrangera: The Pyramid 1–3
- Millor cinta de llargmetratges estrangers: Praga by Night
- Millor llançament de vídeo alternatiu gai: Nighthawken
- Millor vídeo en solitari gai: Brad Posey's Hot Sessions 3
- Millor llançament especialitzat gai: Orgy Boys 1 & 2
- Millor CD-ROM interactiu (joc): 2069: Oriental Sex Odyssey
- Millor CD-ROM interactiu (no de joc): FantaScenes[5]
- Millor música: Dino i Earl Ninn, Shock
- Millor música: vídeo gai: Sharon Kane, Idol in the Sky
- Millor nouvingut—vídeo gai: Kurt Young
- Millor actuació, pel·lícula o vídeo no sexuals: Scotty Schwartz, Silver Screen Confidential
- Millor paper no sexual: vídeo bi, gai o trans: Jeanna Fine, Flesh and Blood
- Millor concepte de CD-ROM original: NetErotique
- Millor campanya de màrqueting global per a un títol o sèrie individual: Conquest, Wicked Pictures
- Millor campanya de màrqueting global per a la imatge de l'empresa: campanya Vivid Girl, Vivid Video
- Millor embalatge: pel·lícula: Chasey Saves the World
- Millor embalatge: vídeo gai: Idol in the Sky
- Millor embalatge—especialitat: Wheel of Obsession
- Millor embalatge—vídeo: XXX
- Millor intèrpret—vídeo gai: Kurt Young, Flesh and Blood
- Millor sèrie Pro-Am: Cumm Brothers
- Millor cinta Pro-Am: Up and Cummers 33
- Millor guió—pel·lícula: Raven Touchstone, Bobby Sox
- Millor guió—vídeo gai: Jerry Douglas, Flesh and Blood
- Millor guió—vídeo: Jace Rocker, Silver Screen Confidential
- Millor escena de sexe—gai: Jerry Douglas, Flesh and Blood
- Millors efectes especials: Shock
- Millor cinta especial: Big Bust: The Duke of Knockers 2
- Millor cinta especial: Bondage: Kym Wilde's on the Edge 33
- Millor cinta especialitzada—Altre gènere: High Heeled and Horny 4
- Millor cinta especialitzada: spanking: Hot Young Asses
- Millor intèrpret secundari—vídeo gai: Dino Phillips, Happily Ever After
- Millor tràiler: Conquest
- Millor vídeo trans: Red Riding She-Male
- Millor videoografia: Barry Harley, Shock
- Millor vídeo—vídeo gai: Bruce Cam, Desert Train[5]

### Premis honorífics AVN

#### Premis especials d'assoliment
- Mark Stone i Gary Miller en el seu desè aniversari produint l'espectacle dels premis AVN[5]
- Berth Milton Jr. i Robert Tremont pel seu èxit amb Private Video[5][4]

#### Premi AVN Breakthrough
Presentat a Steve Perry per a la sèrie Ben Dover

#### Saló de la Fama
Els nous membres del Saló de la Fama d'AVN per a l'any 1997, anunciats durant l'esdeveniment previ als premis d'AVN, van ser: Bunny Bleu, R. Bolla, Michael Carpenter, Desireé Cousteau, Duck Dumont, Jeanna Fine, Gail Force, Ken Gibb (posthumously), Victoria Paris, Jeannie Pepper, John Stagliano, Joey Stefano (posthumously), John Travis, Dick Witte

### Múltiples nominacions i premis
Shock va guanyar més premis amb 11; Bobby Sox va ser el següent amb sis, seguit del vídeo gai Flesh and Blood amb cinc. Buttman's Bend Over Babes 4, Conquest, The Show, Silver Screen Confidential i Unleashed en tenien tres cadascun. American Tushy! Idol in the Sky, Night Walk i Switchhitters VIII en tenien dos cadascun.

## Informació de la cerimònia
El còmic Bobby Slayton va fer un compromís de tornada com a presentador de l'espectacle. Enguany, l'espectacle es va centrar al voltant d'un tema internacional, "el món dels adults", amb més èmfasi en presentadors i premis europeus. Aquest va ser el primer any que la cerimònia de lliurament de premis es va dividir en dues nits, amb un acte previ al lliurament de premis celebrat el 10 de gener de 1997, on es van repartir els premis als èxits tècnics, mentre que els principals guardons es van lliurar l'11 de gener de 1997.
Diverses altres persones també van participar en la producció de la cerimònia. Serenity va ser responsable de la coreografia i Mark Stone va ser el director musical amb cançons originals de Mark J. Miller.
La cinta més venuda i llogada de l'any va ser Shock, tot i que va empatar a la categoria de més venudes amb World's Biggest Gang Bang 2. Aquest any hi ha hagut diverses categories de premis noves, com ara el millor anunci i el premi AVN Breakthrough per reconèixer "aquells que estaven tallant noves vetes i forjant nous territoris en el negoci dels adults."
Les cerimònies van ser publicades en cinta VHS per VCA Pictures.

### Resposta crítica
El programa va rebre una recepció negativa de la revista Hustler, que deia: "Els discursos llargs de diversos guanyadors de premis van amenaçar amb avorrir a tothom". Va afegir que, com que AVN és una publicació comercial pagada per anuncis "de les mateixes empreses de vídeo per a adults a les quals atorga premis, el valor crític d'aquests honors està subjecte a debat." La revista Swank Video World va ser una mica més positiva i va qualificar l'espectacle de "la nit més glamurosa de la indústria per a adults."